# 빛가람동
빛가람동(-洞)은 대한민국 전라남도 나주시의 행정동이다. 넓이는 7.361km2이고, 인구는 2016년 10월 23일에 20,000명, 2018년 8월 6일에 30,000명, 2024년 4월 6일에 40,000명을 돌파한 상태이다.

## 개요
광주 · 전남 공동 혁신도시 조성의 일환으로 금천면 석전리 · 동악리 · 광암리 · 월산리 일부와 산포면 매성리 · 신도리 · 송림리 등을 통합하여 2014년 2월 24일에 신설되었다.

## 법정동
- 빛가람동

## 주요 시설
교통 
- 빛가람시외버스정류소

 문화
- 빛가람 호수공원
- CGV 나주빛가람